# Relations entre le Bangladesh et le Sri Lanka
Les relations entre le Bangladesh et le Sri Lanka sont les relations bilatérales de la république populaire du Bangladesh et de la république socialiste démocratique du Sri Lanka. Les relations ont été généralement amicales en raison du commerce et des investissements. Le Bangladesh accueille également un certain nombre d'étudiants en médecine sri-lankais et le cricket est une forme de communication amicale entre leurs peuples.

## Histoire
Les deux nations sud-asiatiques sont historiquement liées depuis bien avant la colonisation du sous-continent par les Britanniques. Le premier roi du Sri Lanka, mentionné dans les anciennes chroniques Pali, aurait eu des ancêtres du royaume Vanga (en), situé dans l'actuel Bangladesh. Au Sri Lanka, plusieurs mèches de cheveux, offertes par les bouddhistes du Bangladesh et identifiées comme provenant de Bouddha, sont vénérées le jour du Poya, un jour férié bouddhiste au Sri Lanka.
Pendant la guerre de libération du Bangladesh, le Sri Lanka a vu la partition du Pakistan comme un exemple pour lui-même et a craint que l'Inde n'utilise son pouvoir accru contre lui, malgré le fait que le gouvernement de gauche de Sirimavo Bandaranaike ait suivi une politique étrangère neutre et non alignée, le Sri Lanka a aidé le Pakistan dans la guerre. Comme les avions pakistanais ne pouvaient pas survoler le territoire indien, ils ont pris une route plus longue autour de l'Inde et se sont arrêtés à l'aéroport Bandaranaike à Katunayake où ils ont été ravitaillés en carburant avant de s'envoler vers le Pakistan oriental.
En août 2008, les deux chefs d'État ont discuté de la mise en place de nouvelles liaisons aériennes dans l'espoir d'accroître les échanges commerciaux, les investissements et de renforcer les liens culturels. Les investissements actuels du Sri Lanka ont été réalisés dans le secteur de l'habillement et le secteur bancaire du Bangladesh et devraient se diversifier dans différents domaines. Le Bangladesh accueille également un certain nombre d'étudiants en médecine sri-lankais et le cricket est une forme de communication amicale entre leurs peuples.
En 2015, le Sri Lanka fait don de 30 statues du Bouddha Samadhi pour la reconstruction et la rénovation de temples après les violences du Ramu de 2012,.

## Militaire
Il a été question d'accroître les relations bilatérales, la coopération entre les deux marines et l'envoi de personnel naval sri-lankais pour étudier au Bangladesh. Récemment, de nombreux navires de la marine du Bangladesh se sont rendus au Sri Lanka pour des visites de bonne volonté.

## Économie
Le groupe de travail conjoint Bangladesh-Sri Lanka a été créé en 2013 pour accroître les échanges commerciaux. Les deux pays sont convenus de signer un accord de transport maritime. Plusieurs conglomérats sri-lankais comme LAUGFS Holdings (en) ont une présence au Bangladesh. En 2013, le commerce bilatéral entre les deux pays a franchi la barre des 100 millions de dollars,,.